# Gettlinge gravfelt
Gettlinge gravfelt er en gravplads fra vikingetiden, som ligger på øen Öland i Sverige. Den er kendt for sin store skibssætning. Det ligger i den vestlige udkandt af Stora Alvaret, som er på UNESCO's Verdensarvsliste. Det ligger ud til Länsväg 136, hvor den ligger på en lille højderyg med et tykt lag muld i en region, der normalt har et meget tyndt jordlag. Højderyggen er således et af de få stedet på øen, hvor jorden er tilpas tyk til at etablere grave.
Det blev beskrevet af den svenske arkæolog Johannes Haquini Rhezelius i værket "Monumenta runica allerede i 1634.